# Варшавский договор (1745)
Варшавский договор 1745 года — дипломатические соглашения, подписанные в Варшаве 8 января 1745 года участниками Четверного союза: Великобританией, Австрией, Голландской республикой и Саксонией, чтобы поддержать признание прагматической санкции и поддержать кандидатуру Марии Терезии на престоле Австрийской монархии. Этот условно оборонительный союз был сформирован во время войны за австрийское наследство, и уже в течение нескольких месяцев все подписавшие договор стали союзниками против Франции.
По условиям договора курфюрст Саксонии Фридрих Август II выставлял 30 тыс. солдат в обмен на денежные субсидии от «морских держав» — британцев и голландцев. Наряду со внезапной смертью баварского курфюрста Карла VII и выхода из войны Баварии, подписавшей Фюссенский мир, Варшавский договор резко изменил баланс сил в Германии. Союзники в конечном счёте праздновали успех в обеспечении признания Марии Терезии Вторым Аахенским миром в 1748 году.